# 市原弘大
市原弘大（いちはら こうだい、1982年5月29日 - ）は、日本のプロゴルファー。東京都出身。

## 人物
生年月日 1982年5月29日
血液型 A型
身長 170cm

## 来歴・人物
３歳の頃に父の真似をしてゴルフを初め、中学、高校（埼玉平成高校）時代共に日本ジュニア優勝を始め、ジュニア時代のタイトルを数多く取る。
2001年、高校卒業後、大学へは進学せずプロの道へ。アジアンツアーの出場権を手に入れ参戦するも、プロとアマの1打の重みの違いからイップスになる。なかなか稼げなかった当時、キャディーのバイトをしたり、ミニツアーに出ながら、その場しのぎのプロ生活を送っていた。
2003年、「もう1年やってダメならやめよう」と思った矢先に日本の下部ツアーであるチャレンジツアー（現 abemaTVツアー）のカニトップ杯にて優勝。
しかし、2005年には腰痛椎間板ヘルニアを発症し、1年近く試合から離れる。
怪我からの復帰後もなかなかきっかけを掴めていなかったが、2008年より再びアジアンツアーに挑戦し、年間シードを獲得した辺りから状況が変わり、2010年には日本ツアーでも初の年間シードを獲得。当時アジアンツアーと日本ツアー両方の年間シードを同時に獲得した日本人選手は稀有である。またこの頃の本人のブログには、アジアでの試合や旅の様子が書かれている事もあり、旅人ゴルファーとしての一面もある。
2012年は4大メジャーの一つの全英オープンへ初出場するものの、年間を通して苦しいシーズンになり、僅か1人の差に泣き日本の年間シードを落とす。アジアンツアーの年間シードも既に無くしており、ツアーでの出場権を完全に失うが、2013年、三度のアジアンツアーへの挑戦をし、予選会から出場権を獲得。その年更には、通過は出来なかったがヨーロピアンツアーの予選会も受けるという、只では転ばないフットワークの良さを見せる。そのお陰もあってか、2014年には日本ツアーの年間シードを再び獲得する所まで戻ってくる。
2016年には2度目の全英オープンへ出場。予選通過を果たす。日本ツアーでも優勝こそ無いものの安定的に成績を出すが、2017年に指の怪我もあり年間シード陥落。ただ、その後の予選会を通過し次年へ繋ぐ。何度転んでも起き上がり復活する様はダルマやフェニックスのようであるとも言われる。
2018年は、日本のメジャー競技、日本ゴルフツアー選手権で待望の日本ツアー初優勝をあげる。最終ホールでチップインして逆転するという劇的な優勝であった。プロ転向18年目の事であった。またその年は3回目の全英オープン出場も果たした後、再び日本ツアーのダンロップフェニックストーナメントでツアー2勝目をあげる。いずれも価値が高い大会での優勝に大きいトーナメントに強いイメージも着いた。

## 参考
- 日本ゴルフツアー機構